# Berowelf
Berowelf, Berowolf ou Berowulf (mort le 29 septembre 794) est évêque de Wurtzbourg de 769 à sa mort.

## Biographie
Berowelf est un moine de l'abbaye Saint-André à Wurtzbourg. Sa biographie commence en 769 quand l'évêque Mégingaud abdique et se retire à l'abbaye de Neustadt am Main (de). On connaît mal la succession, on admet généralement que Berowelf a contribué à cette démission et à l'expulsion de Méningaud.
Peu après sa consécration, Berowelf va à Rome avec douze autres évêques des royaumes francs pour assister au synode de Latran.
Berowelf ne se contente pas d'exercer son pouvoir qu'à Wurtzbourg. Il est un missionnaire auprès des Wendes établis à Redwitz et le long du Main et contribue à la fondation de leur église. Une autre grande réalisation est la création du diocèse de Paderborn. Pour cette mission, deux prêtres nobles sont formés à Wurtzbourg.
Berowelf fait beaucoup d'acquisitions, mais elles sont souvent fragmentaires. Il échange l'abbaye d'Ansbach contre l'église Saint-Martin de Brendlorenzen (aujourd'hui quartier de Bad Neustadt an der Saale). De même, il contribue à l'autonomie de Wurtzbourg d'avec l'évêché de Worms. On suppose qu'il termine le transfert du siège épiscopal et qu'il inaugure la nouvelle cathédrale là où se trouve aujourd'hui la collégiale de Neumünster.

## Source, notes et références
- (de) Wilhelm Engel, « Berowelf », dans Neue Deutsche Biographie (NDB), vol. 2, Berlin, Duncker & Humblot, 1955, p. 146 (original numérisé).
- Alfred Wendehorst: Das Bistum Würzburg. Die Bischofsreihe bis 1254. (Germania Sacra; NF 1). De Gruyter, Berlin 1962, S. 31–34 (Numérisation)

## Liens
- Ressource relative à la religion :   - Catholic Hierarchy
- Notice dans un dictionnaire ou une encyclopédie généraliste :   - Deutsche Biographie
- Notices d'autorité :   - VIAF
  - GND